# Phragmanthera macrosolen
Phragmanthera macrosolen är en tvåhjärtbladig växtart som först beskrevs av Ernst Gottlieb von Steudel och Achille Richard, och fick sitt nu gällande namn av Michael George Gilbert. Phragmanthera macrosolen ingår i släktet Phragmanthera och familjen Loranthaceae. Inga underarter finns listade i Catalogue of Life.